# 演員

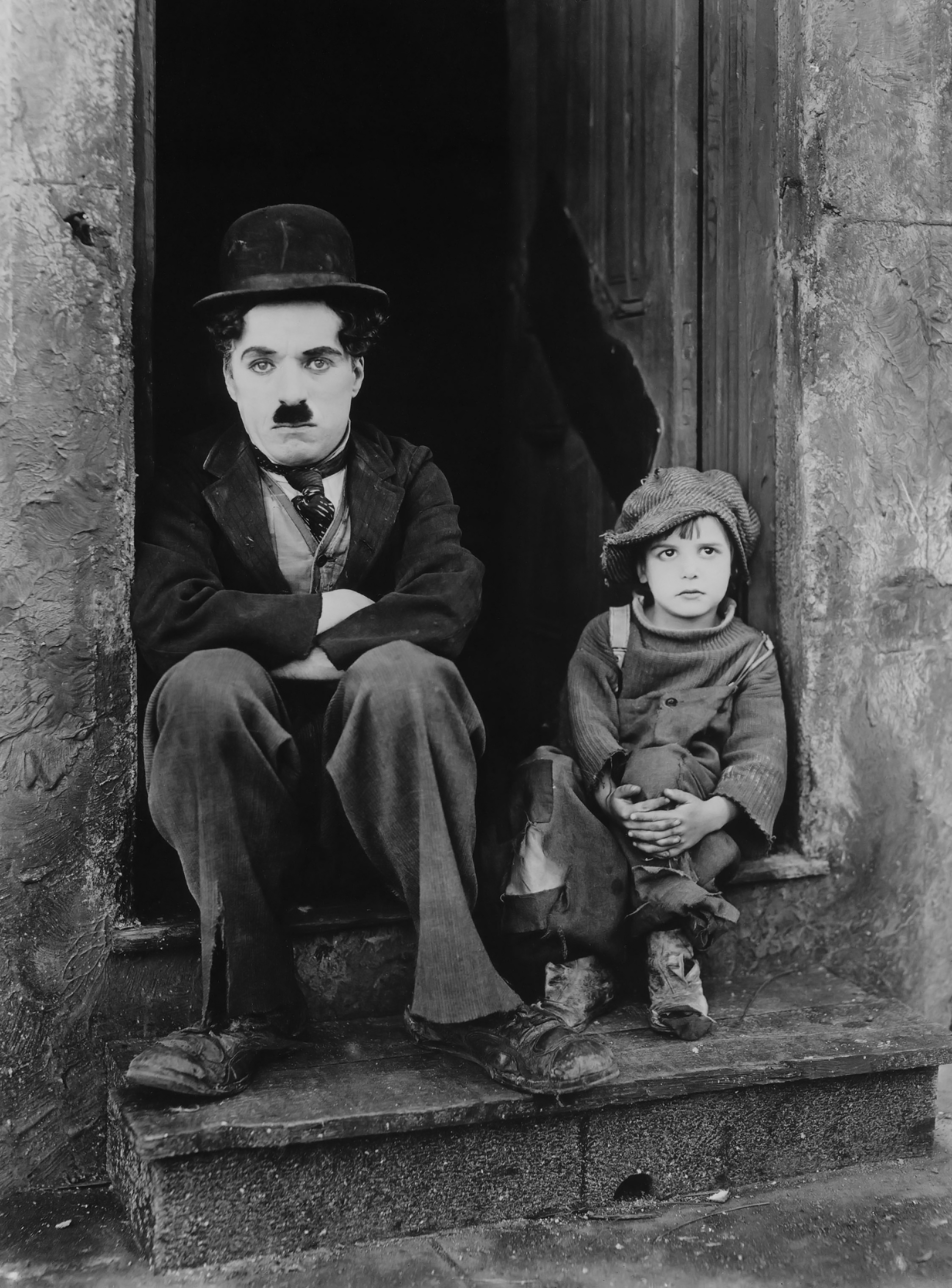
著名喜剧演员查理·卓别林（左）

演員是藝人的一種，指專職演出或在表演藝術作品扮演某個角色的人，广义上分为演技、杂技、特技、歌唱、舞蹈、戏曲、曲艺、乐器、配音等表演工作。狭义上在電影、電視、劇場、廣播等大众媒體當中专指演技演员。有時也用在街頭藝人的身上。通常演員可藉由所有才艺表现方式塑造角色，令其生動，或只是在廣播中做聲音演出戲劇角色。

## 稱呼
在中國，女演員的傳統稱呼有女優、女伶、坤伶、坤角等，現代女伶、坤伶、坤角等則多指戲曲女演員，或引申至其他國家傳統戲劇的女演員。現在日本仍然把女演員通稱為女優。
中國早期多稱演員為優伶，後又有「戲子」的稱呼，這些稱呼多帶有貶義，表現了傳統中國演員地位的低下。到了晚清、民國以來，一些名演員的社會地位逐漸提昇，且經常成為一個戲班的實際經營者，因此他們常被尊稱為「先生」，如知名的京劇演員程砚秋，就常被稱為「程先生」。

## 電影演員
電影演員是指從事電影表演工作的人。而「影星」通常是指因演出電影而成名的電影明星，早期傑出電影演員並沒有太大的知名度，也很少使用真名，於是電影片商使用了明星這個詞來捧紅他們，創造與其他普通的電影演員不同的地位。
電影演員通常都會加入經紀人公司旗下，依制定的合約工作，以獲得保護和好的生涯規劃。好的電影演員往往必須擅長挑選片子，以及包裝自己的形象以獲得廣告商的青睞。電影演員間也因此產生了競爭，各大電影獎，以及片酬的多寡，是電影演員所競爭的主要標準。

## 特技演員
演員中有一個特殊類別為特技演員(stunt man)，知名影視明星在遇到高難度及危險的場景時，往往會雇用替身演員幫助他們演出特技動作。

## 全方位演員
到了現代，由於演員或歌手等從事娛樂事業的人士需要更高知名度，以獲取更多報酬和機遇，演員不再只在自己善長的領域發展，而是向多方面發展。演員除了從事舞台劇、電影及電視等的演出工作外，更有加入樂壇，成為歌手；歌手不一定只唱歌，有時也會跳舞，並可能演戲或做一些投資商業的類型，或者是做導演跟製作人。於是，藝人便用作統稱這些娛樂工作者。

## 參看
- 戲曲演員
- 藝人